# Almtjärnen, Ångermanland
Almtjärnen är en sjö i Örnsköldsviks kommun i Ångermanland och ingår i Ångermanälvens huvudavrinningsområde. Sjöns area är 0,015 kvadratkilometer och den är belägen 350 meter över havet.